# El Chaltén

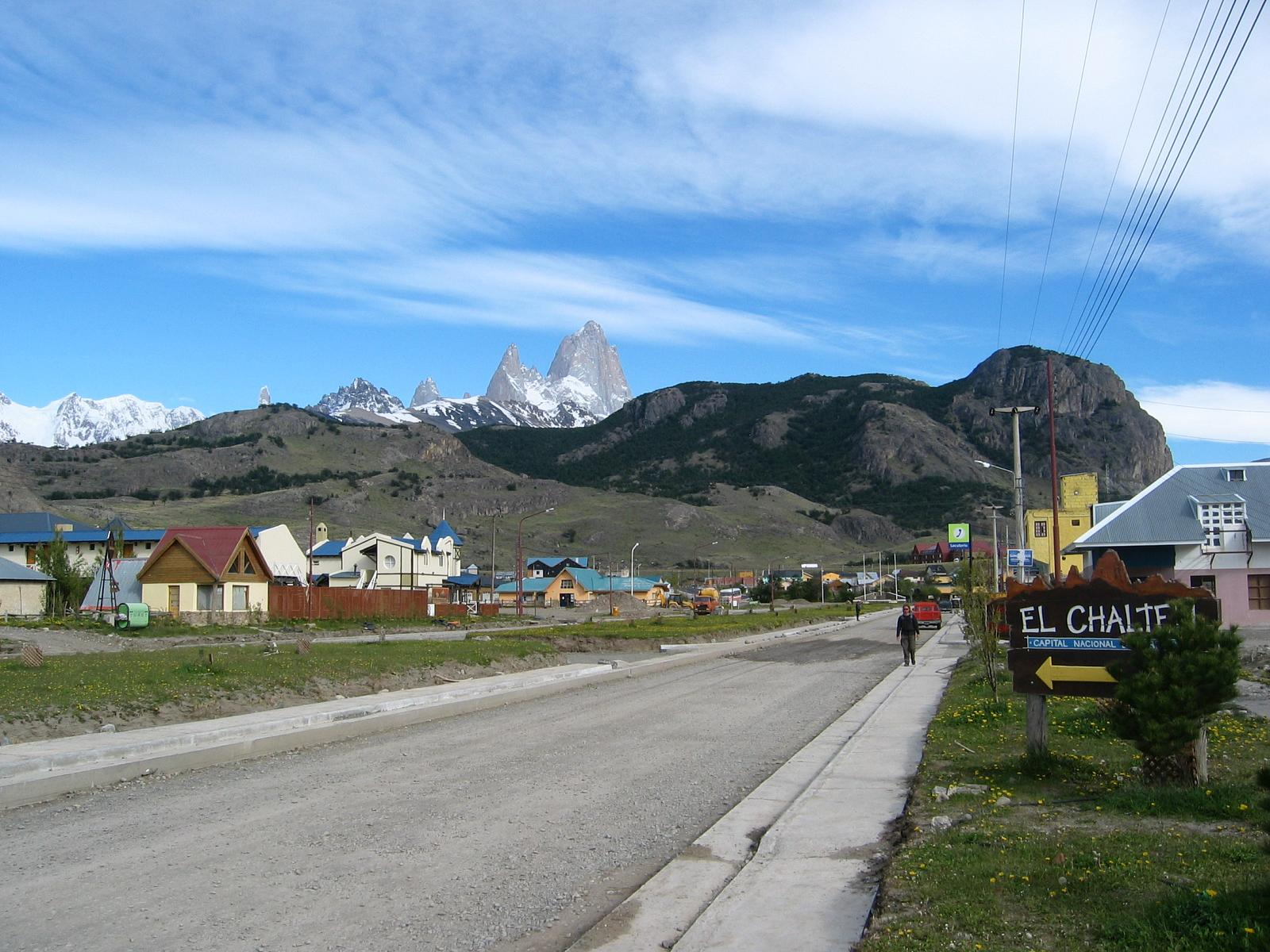
El Chaltén.

El Chaltén este un oraș din provincia Santa Cruz, Argentina. În 2010 avea o populație totală de 1.627 locuitori. 